# Adriano Bompiani
Adriano Bompiani (ur. 19 lutego 1923 w Rzymie, zm. 18 czerwca 2013 tamże) – włoski polityk, lekarz, bioetyk i nauczyciel akademicki, senator, w latach 1992–1993 minister.

## Życiorys
Ukończył w 1946 studia medyczne na Uniwersytecie Rzymskim „La Sapienza”. Specjalizował się w położnictwie, ginekologii i endokrynologii. Był długoletnim profesorem Katolickiego Uniwersytetu Najświętszego Serca, wykładał na wydziałach tej uczelni w Mediolanie i Rzymie. Pracował również w szpitalu klinicznym Gemelli, gdzie kierował instytutem położnictwa i ginekologii.
W latach 1976–1992 zasiadał w Senacie VII, VIII, IX i X kadencji, reprezentując Chrześcijańską Demokrację. Od czerwca 1992 do kwietnia 1993 pełnił funkcję ministra bez teki do spraw społecznych w rządzie Giuliana Amato.
Zajmował się również kwestiami z zakresu bioetyki. W 1990 został przewodniczącym krajowego komitetu do spraw bioetyki (Comitato Nazionale per la Bioetica). Od 1994 do 1998 wchodził w skład Międzynarodowego Komitetu Bioetyki UNESCO. W latach 1999–2001 pełnił funkcję dyrektora szpitala dziecięcego „Bambino Gesù”.